# Kaghnut
Kaghnut là một đô thị thuộc tỉnh Syunik, Armenia. Dân số ước tính năm 2011 là 106 người.